# Stephen van Haestregt
Stephen van Haestregt a fost bateristul trupei neerlandeze de Symphonic metal, Within Temptation.